# Ischnoceros assimilis
Ischnoceros assimilis là một loài tò vò trong họ Ichneumonidae.